# James Fifer
James Thomas »Jim« Fifer , ameriški veslač, * 14. julij 1930, Tacoma, Washington, ZDA, † 7. junij 1986, Seattle, ZDA.
Fifer je za ZDA nastopil v dvojcu brez krmarja skupaj z Duvallom Hechtom na Poletnih olimpijskih igrah 1956 v Melbournu, kjer sta sovojila zlato medaljo.